# Афросамурай
«Афросамурай» (яп. アフロサムライ Афуросамурай, англ. «Afro Samurai») — манга, созданная Такаси Окадзаки. Адаптирована в 5-серийный аниме мини-сериал режиссёром Фуминори Кидзаки и студией Gonzo.

## Сюжет

### Легенда
В мире существуют две повязки: Номер Один и Номер Два. Если у человека повязка № 1, он как бог — его не тронет никто, кроме того, у кого повязка № 2. А вот его может убить любой. Многие люди хотят заполучить Первую повязку, но для этого сначала нужна Вторая. И жизнь обладателя повязки будет наполнена болью, разрушением и вечными битвами с желающими божественной власти.

### События
На глазах юного Афро погибает его отец, Рокутаро. Его убивает некий Джастис за повязку «Номера Первого», что носил отец ребёнка. Убийца выкидывает повязку «Номера Второго» и, надев повязку его отца (№ 1), говорит мальчику, что будет ждать, когда тот будет готов бросить ему вызов. Идёт время, мальчик растет с желанием отомстить за отца.

## Персонажи
Афросамурай
Сэйю: Сэмюэл Л. Джексон
Ниндзя Ниндзя
Сэйю: Сэмюэл Л. Джексон
Рокутаро
Сэйю: Грег Иглз
Оцуру
Сэйю: Тара Стронг
Окику
Сэйю: Келли Ху
Мастер меча
Сэйю: Терренс Карсон
Сасукэ
Сэйю: Терренс Карсон
Дхармен
Сэйю: Фил Ламарр
АфроКЛОН
Дзинносукэ/«Кума»
Сэйю: Юрий Ловенталь
Джастис
Сэйю: Рон Перлман

### Эпизодические персонажи
Фу
Сэйю: Джефф Беннетт
Хатиро
Сэйю: Джефф Беннетт
Иванов
Сэйю: Джон ДиМаджио
Матасабуро
Сэйю: Дейв Уиттенберг
Оюки
Сэйю: Грэй ДеЛисл
Сосюн
Сэйю: Джон Кассир
Ясити
Сэйю: Джеймс Арнольд Тейлор

## Список серий
| #  | Название эпизода                                 | Дата трансляции в Японии |
| -- | ------------------------------------------------ | ------------------------ |
| 01 | Месть (англ. Revenge)                            | 4 января 2007 года       |
| 02 | Чтение снов (англ. The Dream Reader)             | 11 января 2007 года      |
| 03 | Порождение семёрки (англ. "The Empty Seven Clan) | 18 января 2007 года      |
| 04 | Дуэль (англ. Duel)                               | 25 января 2007 года      |
| 05 | Справедливость (англ. Justice)                   | 1 февраля 2007 года      |

## Саундтрек
AFRO SAMURAI — OST
1. Afro Theme
2. Afro Intro (Instrumental)
3. Certified Samurai (feat. Talib Kweli & Lil Free & Suga Bang)
4. Just A Lil Dude Who Dat Ovah There (feat. Q-Tip & Free Murder)
5. Afro’s Father Fight (Instrumental)
6. Oh (Stone Mecca)
7. The Walk (Stone Mecca)
8. Bazooka Fight (Instrumental 1)
9. Who Is Tha Man (feat. The Reverend William Burk)
10. Ninjaman (Instrumental)
11. Cameo Afro (feat. Big Daddy Kane & Gza & Suga Bang)
12. Tears Of A Samurai (Instrumental)
13. Take Sword Pt. 1 (feat. Beretta 9)
14. The Empty 7 Theme (Instrumental)
15. Baby (feat. Maurice)
16. Take Sword Pt. 2 (feat. 60 Seconds & True Master)
17. Bazooka Fight 2 (Instrumental 2)
18. Fury In My Eyesrevenge (feat. Thea)
19. Afro Samurai Theme (First Movement) (Instrumental)
20. Afro Samurai Theme (Second Movement) (Instrumental)
21. Insomnia (feat. Jay Love)
22. So Fly (feat. Division)
23. We All We Got (feat. Black Knights)
24. Glorious Day (feat. Dexter Wiggles)
25. Series Outro (Instrumental)

## Сиквел
«Афросамурай: Воскрешение» — продолжение сериала. У Афро похищают повязку № 1, и ему приходится разыскивать Повязку Номера Второго, чтобы отомстить ворам и вернуть себе звание Первого номера.